# Amie d'enfance
Pour plus de détails, voir Fiche technique et Distribution.
Amie d'enfance est un film muet français réalisé par Félix Léonnec, sorti en 1922.

## Fiche technique
- Titre : Amie d'enfance
- Réalisation : Félix Léonnec
- Scénario : Félix Léonnec
- Sociétés de production : Films L'Alouette
- Société de distribution : Super-Film Location
- Pays de production :  France
- Langue : muet
- Format : Noir et blanc - 35 mm - 1,37:1 - Muet
- Genre : Drame
- Durée :
- Dates de sortie :
  - France : 14 avril 1922 [n 1],[1],[2]

## Distribution
- Huguette Duflos : Jeannette
- Lucien Dalsace : Jean de Bernecourt
- José Davert : Le père Menot
- Mme de Brenne : Mme de Bernecourt
- Michel Floresco : Un aventurier
- Cyprian Gilles : Mme Lauret